# أسامة بن لادن
أسامة بن لادن (10 مارس 1957 – 2 مايو 2011) كان جهاديًا إسلاميًا سعودي المولد وزعيمًا متشددًا، وكان المؤسس وأول أمير عام لتنظيم القاعدة من عام 1988 حتى وفاته في عام 2011. ومن الناحية الأيديولوجية، فهو إسلامي، وقد تم تصنيف منظمته كمجموعة إرهابية من قبل مجلس الأمن التابع للأمم المتحدة، ومنظمة حلف شمال الأطلسي (الناتو) والاتحاد الأوروبي والعديد من البلدان الأخرى. وهو معروف على نطاق واسع بأنه العقل المدبر لهجمات 11 سبتمبر في الولايات المتحدة.
كان ابن لادن مواطنًا سعوديًا حتى سُحبت الجنسية منه في 1994. وهو من عائلة بن لادن ذات الأصول اليمنية الحضرمية، ووالده هو الملياردير محمد بن عوض بن لادن. وكان ترتيب أسامة بين إخوانه وأخواته السابع عشر من أصل 52 أخٍ وأختٍ. درس في جامعة الملك عبد العزيز في جدة، وتخرج بشهادة بكالوريوس في الاقتصاد. كان أسامة من المنتمين لجماعة الإخوان المسلمين في سبعينيات القرن الماضي، حيث كان على اتصال بأعضاء جماعة الإخوان المسلمين في المملكة العربية السعودية. كان العديد من أساتذة الجامعة من أعضاء الإخوان المسلمين، ممن فروا من النظامين المصري والسوري الذين حاربوهم، وجلبوا معهم شكلاً مسيّسًا من الدين إلى السعودية. لم يُظهر ابن لادن أبدًا اهتمامًا كبيرًا بالجامعة، إذ تخلى عن دراسته لاحقًا للحصول على منصب في شركة إنشاءات والده. حتى أرسلته جماعة الإخوان المسلمون إلى باكستان، لتقديم الدعم للجماعة الإسلامية الباكستانية، عندما وقع الغزو السوفييتي. وكانت تعليمات الجماعة إليه أن لا يدخل أفغانستان، بيد أنَّ أسامة خالف الأوامر، إذ كان يريد المشاركة في الجهاد الأفغاني. وصرَّح في إحدى الوثائق المنسوبة إليه: «لقد كنت ملتزماً مع جماعة الإخوان المسلمين، رغم مناهجهم المحدودة». وفي سنة 1984، أسّس منظّمة دعويّة أسماها «مركز الخدمات»، ومعها قاعدة للتدريب على فنون الحرب والعمليات المسلحة باسم «معسكر الفاروق»؛ لدعم وتمويل المجهود الحربي للمجاهدين الأفغانيين، وللمجاهدين العرب والأجانب فيما بعد. لعبت إحدى شبكات الإخوان المسلمين التابعة لمحمد كمال الدين السنانيري (زوج شقيقة سيد قطب)، دورًا رئيسيًا في جمع الأموال وتجنيد المقاتلين العرب الراغبين في مقاومة الغزو السوفييتي. تمَّ توزيعهم على مجموعات تابعة للقائد الأفغاني عبد رب الرسول سياف وأخرى مع عبد الله عزام. إثر اعتقال ومقتل السنانيري في سجن أمني مصري عام 1981، أصبح عبد الله عزام المحكم الرئيسي بين الأفغان العرب والمجاهدين الأفغان. الذي أمدهم بأموال تقارب 600 مليون دولار في السنة، تبرعت بها حكومة المملكة العربية السعودية، والأفراد المسلمين، خاصة السعوديين الأثرياء المقربين من أسامة بن لادن. عاد ابن لادن إلى بلده بمجرد انسحاب القوات السوفيتية من أفغانستان، ومع بداية الغزو العراقي للكويت، جردته السعودية من جنسيتها، ليُضطر عام 1991 إلى الانتقال للسودان،  التي باتت في قبضة جماعة الإخوان المسلمون، عبر انقلاب عسكري تحت اسم «الإنقاذ» وقع في 30 يونيو 1989، والذي قام بتخطيطه عراب الجماعة في السودان، حسن الترابي، وتحولت بعده الأراضي السودانية إلى قاعدة وملجأ للحركات الجهادية الإسلامية من الدول الأخرى، خاصة العربية.
وتحت ضغوط دولية أُبعد ابن لادن من الخرطوم في سنة 1996، في طائرة عسكرية متوجهة إلى أفغانستان. بعد أن كوَّن علاقة جيدة مع حركة طالبان، التي كانت تسيطر على أفغانستان في تلك الأثناء. وبعد انتقاله إلى أفغانستان تولَّى تسيير تنظيم القاعدة الذي أسسه مع عبد الله عزام سنة 1987،  الذي أعلن من خلاله الحرب على الولايات المتحدة الأمريكية. وفي سنة 1998، تلاقت أفكار وأهداف أسامة بن لادن مع نظيره أيمن الظواهري، الذي كان يشغل حينها منصب الأمين العام في جماعة الجهاد الإسلامي المصرية المحظورة. وأطلق الاثنان بياناً يدعُوانِ فيهِ إلى قتل الأمريكيين وحلفائهم أينما كانوا، وإلى إخراجهم من المسجد الأقصى والمسجد الحرام. فبدأ التنظيم باستهداف المقرات الأمريكية في العالم، والتي كان أوّلها تفجير السفارتين الأمريكيتين، في كينيا وتنزانيا، عام 1998.
قُدرت ثروة عائلته بقرابة سبعة مليارات دولار،  والتي استغل حصته منها لدعم المجاهدين الأفغان إبَّان الغزو السوفييتي لأفغانستان.
كان أسامة بن لادن مِحوَر الهجوم الإعلامي الدولي، بعد أحداث هجمات الحادي عشر من سبتمبر، التي نفذها تنظيمه على أمريكا. فشنت الولايات المتحدة وحلفاؤها على تنظيمه حرباً صُنِّفت كأطول حرب مستمرة في تاريخ الولايات المتحدة. ومنذ بداية الحرب، تمكن ابن لادن من الاختباء لمدة عشر سنوات كاملة. إلى أن تمكنت قوة مغاوير أمريكية من مباغتته، في فجر يوم الاثنين 2 مايو عام 2011. عندما كان في مسكنه قرب إسلام آباد. وأردته قتيلاً بطلقة في الرأس، ثم ألقت بجثتهِ سراً في البحر، من على متن حاملة الطائرات يو إس إس كارل فينسن. وذلك بعد القيام بما وصفته الحكومة الأمريكية بإتمام الغسل وإجراءات الدفن وفقا لأحكام الشريعة الإسلامية.
تُعتبر تغطية وسائل الإعلام لموت أسامة بن لادن، ثالث أكبر قصة إخبارية في العالم، في القرن الحادي والعشرين. فبعد أقل من أسبوع، على إعلان الرئيس الأمريكي باراك أوباما قتل ابن لادن في باكستان؛ وَرَد ذكر الحادثة أكثر من 84 مليون مرة، في وسائل الإعلام العالمية.

## النشأة
وُلد أسامة بن لادن في 10 مارس 1957 في الرياض، السعودية لأب يدعى محمد بن عوض بن لادن وأم هي حميدة العطاس. كان لوالده علاقات متينة بأسرة آل سعود  عندما حصل الخلاف بين فيصل بن عبد العزيز آل سعود وأخيه سعود، كان محمد بن لادن من ضمن من أقنع الملك سعود بالتنحي لصالح فيصل. وتمكن محمد بن لادن من تأمين رواتب كل موظفي الدولة تقريبًا لمدة تقارب ستة أشهر بعد مغادرة سعود حين كانت خزينة الدولة فارغة، ولرد الجميل أصدر الملك فيصل مرسومًا بتحويل كل عقود الإنشاءات على محمد بن لادن وكلفه عمليًا بوزارة الإنشاءات.
في عام 1969 تكفل محمد بن لادن بإعادة بناء المسجد الأقصى بعد الحريق الذي تعرض له وكان قد ساهم في التوسعة السعودية الأولى للحرمين ولذلك يقول آل بن لادن إنهم تشرفوا ببناء المساجد الثلاثة. كان أقوى شخص في العائلة بعد الأب هو الابن الأكبر سالم بن لادن الذي كان ذا شخصية قوية مَهيبة. نشأ أسامة نشأة صالحة وكان متديناً منذ صغره وتزوج عندما كان سنه سبعة عشر عاماً، كان زواجه الأول من أخواله من الشام. كانت دراسته الابتدائية والثانوية والجامعية في جدة. توفي والده إثر اصطدام طائرته المروحية بجبل الطائف وعمر أسامة حينها 9 سنوات وترك محمد بن لادن عند وفاته عام 1968 ثروة تقدر بمئات ملايين الدولارات حسب ما ذكرت صحيفة واشنطن بوست، وتولى ابنه البكر سالم الإشراف عليها إلى أن قتل عام 1988، حين تحطمت طائرته الخاصة في تكساس بالولايات المتحدة الأمريكية. وقدر نصيب أسامة من ثروة والده بثلاثمائة مليون دولار.

### دراسته
درس في الجامعة علمَ الإدارة العامة. وخلال دراسته اطلع على أنشطة التيارات الإسلامية المشهورة وتعرف على كثير من الشخصيات الإسلامية ولم يكن هناك أمر متميز خلال دراسته. كانت حينئذ شخصيتان لهما أثر متميز في حياته هما محمد قطب وعبد الله عزام وذلك من خلال كتاباتهما التي درسها في مقرر الدراسات الإسلامية في الجامعة.
درس في جامعة الملك عبد العزيز في جدة وتخرج ببكالوريوس في الاقتصاد فيما تتحدث بعض التقارير أنه نال شهادة في الهندسة المدنية عام 1979م ليتولى إدارة أعمال شركة بن لادن وتحمل بعض المسؤولية عن أخيه في إدارة الشركة. وبعد وفاة محمد بن لادن والد أسامة ترك الأول ثروة لأبنائه تقدر بثلاث مئة مليون دولار. تميزت طفولة أسامة بن لادن بأمشاج من المتناقضات منها التواضع والخجل والثقة بالنفس المبنية على العناد. ويقول عنه بريان فايفيلد شايلر في مقابلة مع جريدة الصن البريطانية وهو الذي درس أسامة بن لادن اللغة الإنجليزية في مدرسة الثغر بجدة خلال عامي 1968م و1969م:«إن أسامة كان تلميذاً هادئاً وخجولاً ولكنه غامض ولا استبعد أن نظام التعليم الغربي المتبع في مدرسة الثغر قد زرع لديه بذور العنف.»
وأن هذا الصبي الذي أصبح أهم الأشخاص المطلوب اعتقالهم في العالم كان يتصرف بشكل طيب ويؤدي كل عمله في الوقت المناسب وأنه كان ألطفَ الطلاب في فصله. وأضاف فايفيلد شايلر أن:«كان أسامة متميزاً بين زملائه لأنه كان أطول وأكثر أناقة ووسامة من معظم الصبية الآخرين كما أنه كان مهذباً ومؤدباً بشكل ملحوظ وكان لديه قدر كبير من الثقة بالنفس.» ويغلب على ملامح أسامة الحزن ونادراً ما رآه أصحابه يضحك بصوت عال وأحيانا يبتسم.

### والدته
لا تنفصل الطريقة التي اختار أسامة بن لادن اعتمادها في حياته عن الحياة التي عاشها في طفولته. فوالدته السورية عالية الغانم هي الزوجة الرابعة لوالده محمد بن لادن، وكان جميع الأقرباء والمعارف ينادونها ب «الجارية»، فيما كانت الزوجات الأخريات من عائلات مرموقة على حد تعبير ستيف كول صاحب كتاب: ابن لادن: أسرة عربية في العصر الأمريكي. وحين بلغ أسامة الرابعة، طلق والده أم أسامة ليعود ويزوجها لمحمد العطاس، أحد المديرين في شركة المقاولات التي يملكها.
إضافة إلى أنه لم يتعرف إلى والده جيداً لأنه مات وهو لم يبلغ الحادية عشرة. هذه التطورات أثرت في أسامة تأثيراً سلبياً. فعشق أمه إلى حد جعله يدنو من قدميها ويقبلهما، كما قال أحد المقربين منه لستيف كول. لم يتطرق الكثيرون إلى علاقته بأمه التي مثلت نقطة الضعف الأبرز له، وكان دائم التواصل معها هاتفياً، حتى مِن بعد أحداث الحادي عشر من أيلول، إلى أن أدرك أن خطها الهاتفي كان مراقباً. وطوال هذه الفترة ظلت الأم صامتة، إلى أن قررت الكلام في أعقاب الحادي عشر من سبتمبر، حين حاورها رئيس تحرير صحيفة المدينة السعودية، خالد باطرفي لمصلحة صحيفة: ميل أون صاندي البريطانية. وهي تحدثت عن همومها ومخاوفها من المستقبل الذي ينتظر ابنها أسامة. ورغم معارضة الأم لآراء ابنها، إلاّ أنها أكدت وقوفها معه وأنها لن تتخلى عنه.

## الحالة الأسرية

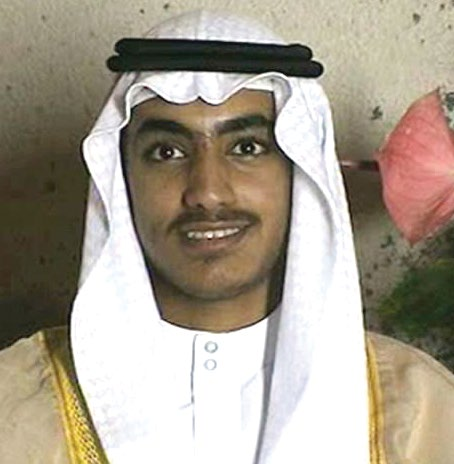
حمزة بن لادن.

تزوج أسامة باكراً حين كان في السابعة عشرة من عمره. وزواجه الأول كان من قريبته السورية نجوى - أم عبد الله - وهي في سن السادسة عشرة من عمرها وأنجب منها معظم أولاده بينهم عمر في أوائل ثمانينيات القرن الماضي. وفي عام 1982م تزوج أم حمزة المنحدرة من أصول هاشمية وحاملة شهادة الدكتوراه في علم نفس الأطفال وقد أنجبت له طفلاً وحيداً وعادت لتتابع عملها كأستاذة في جامعة الملك عبد العزيز في جدة بحسب ما ورد في كتاب ناصر البحري حارس ابن لادن سابقاً الموسوم: في ظل ابن لادن.
أما أم خالد الزوجة الثالثة ابنة المدينة المنورة فتحمل أيضاً شهادة دكتوراه في قواعد اللغة العربية لكنها لم تستثمر تعليمها إلا في تربية أولادها الأربعة. احتلت أم علي التي ترعرعت في مكة المرتبة الرابعة بين الزوجات إلا أنها الوحيدة التي طلقت من زعيم تنظيم القاعدة بعدما أنجبت ثلاثة أولاد وحينها أقسم أسامة ألا يتزوج إلا إذا طلبت إحدى زوجاته ذلك بنفسها. في ربيع عام 2000م تزوج أم حمزة أمل عبد الفتاح أحمد السادة وهي يمنية في السابعة عشرة من عمرها واستقدمها من اليمن إلى قندهار.
| المحتوى | 1                                                           | 2          | 3       | 4                | 5          |
| ------- | ----------------------------------------------------------- | ---------- | ------- | ---------------- | ---------- |
| الزوجة  | نجوى الغانم                                                 | خيرية صابر | أم خالد | أم علي           | أمل السادة |
| الجنسية | سورية                                                       | سعودية     | سعودية  | سعودية           | يمنية      |
| الأولاد | عبد الله، عبد الرحمن، سعد، عمر عثمان، محمد، بكر، إيمان، نور | حمزة       | خالد    | علي، عامر، عائشة | صفية       |

## أفغانستان

### تعرفه على أفغانستان
قرر عبد الله عزام في عام 1978م الذي كان المنظر الرئيسي للإسلاميين المعاصرين أن تأسيس قاعدة صلبة سيوجد رجالاً يكونون قدوة للعالم الإسلامي وتحفيز الأمة وتعبئتها ضد قاهريها وانضم بن لادن كأحد تلاميذه. بعد الغزو السوفيتي لأفغانستان أحب أسامة في وقت مبكر أن يطلع على الوضع بنفسه فرتب مع الجماعة الإسلامية رحلة إلى باكستان حيث اصطحب من كراتشي إلى بيشاور وهناك قابل مجموعة من قيادات المجاهدين أمثال عبد رب الرسول سياف وبرهان الدين رباني. استغرقت الرحلة شهراً واقتنع من خلالها بن لادن أن القضية تستحق أن تعطى جل اهتمامه. بعد عودته إلى السعودية واطمئنانه إلى إمكانية البوح بخبر الرحلة بدأ يتحدث مع إخوانه وأقاربه وزملائه في الدراسة حول مشاهداته وتمكن من تنفيذ حملة علاقات عامة لصالح المجاهدين في أفغانستان. وتمكن من جمع تبرعات مالية وعينة للجهاد في أفغانستان وحمل تلك التبرعات وذهب في رحلة أخرى إلى باكستان بقي أسامة هناك لمدة شهر. تكررت رحلاته إلى باكستان لتقديم الدعم المالي والعيني الذي يحصل عليه في السعودية وظل مكتفياً بزيارة معسكرات المجاهدين ومخيمات الأفغان في باكستان.
فبدأت علاقة أسامة بن لادن بالجهاد في أفغانستان منذ الأسابيع الأولى للغزو الروسي لها في 26 ديسمبر عام 1979م حيث شارك مع المجاهدين الأفغان ضد الغزو الشيوعي وكان له حضور كبير في معركة جلال آباد التي أرغمت الروس على الانسحاب من أفغانستان. وفي عام 1982م قرر أسامة اجتياز الحدود والدخول إلى أفغانستان والمشاركة في الجهاد وبعد مشاهدته الطبيعة الجبلية الصعبة لأفغانستان قرر الاستفادة من تجربته في المقاولات وجلب عدداً هائلاً من المعدات والجرارات والحفارات لمساعدة المجاهدين على تمهيد الجبال وشق الطرق وإنشاء المعسكرات. تكررت زيارة أسامة إلى أفغانستان وإشرافه على نقل الأموال والسلاح والمعدات ومساهمته بعض الأحيان في بعض المعارك لكن بشكل غير منتظم.
وفي عام 1982م قرر بن لادن الدخول إلى أفغانستان والمشاركة في الجهاد ضد القوات السوفياتية وكان بن لادن ضد الروس حيث قال:
| أسامة بن لادن | وإن الأحداث التي أثرت في نفسي بشكل مباشر ترجع إلى عام 1982 وما تلاها من أحداث عندما أذنت أميركا للإسرائيليين باجتياح لبنان وساعد في ذلك الأسطول الثالث الأميركي وبدأ القصف وقتل وجرح كثيرون وروع وشرد آخرون... وفي تلك اللحظات العصيبة جاشت في نفسي معان كثيرة يصعب وصفها، ولكنها أنتجت شعورا عارما يرفض الظلم وولدت تصميما قويا على معاقبة الظالمين. وبينما أنا انظر إلى تلك الأبراج المدمرة في لبنان انقدح في ذهني أن نعاقب الظالم بالمثل وأن ندمر أبراجا في أميركا لتذوق بعض ما ذقنا ولترتدع عن قتل أطفالنا ونسائنا، فتأكد لي يومها أن الظلم وقتل الأبرياء من الأطفال والنساء عن عمد قانون أميركي معتمد، والترويع حرية وديمقراطية، وأما المقاومة فإرهاب ورجعية. | أسامة بن لادن |

### بيت الأنصار

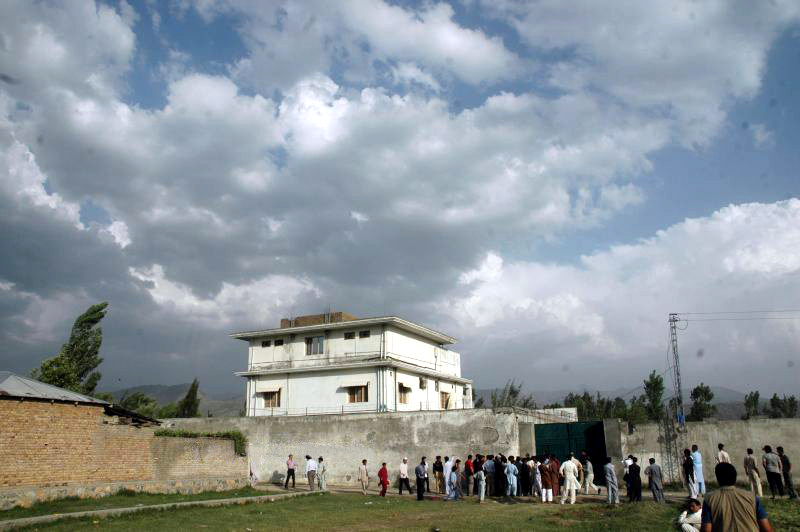
مجمع أسامة بن لادن في أبوت آباد حيث عاش منذ عام 2005 حتى وفاته في عام 2011.

وفي عام 1984م ظهر أول نموذج لعمل مؤسسي لجهاد العرب في أفغانستان وهو بيت الأنصار في بيشاور. واعتبر بيت الأنصار محطة أولى واستقبال مؤقت للقادمين العرب للجهاد في أفغانستان قبل توجههم للتدريب ومن ثم للمساهمة في الجهاد. وكان أسامة يرسل الشباب العرب الذين يقيمون في بيت الأنصار إلى قادة المجاهدين في ذلك الوقت أمثال قلب الدين حكمتيار وعبد رب الرسول سياف وبرهان الدين رباني. وقد تزامن تأسيس بيت الأنصار مع تأسيس مكتب الخدمات في بيشاور من قبل عبد الله عزام.
أدى تأسيس المكتب إلى نوع من التكامل مع بيت الأنصار حيث يؤدي المكتب المهمة الإعلامية وجمع التبرعات وحث المسلمين وخاصة العرب على الجهاد بالنفس والمال ويؤدي البيت المهمة العملية في استقبال وتوجيه الراغبين في الجهاد أو الاطلاع على أوضاع الأفغان. توثقت علاقة أسامة بعبد الله عزام خلال تلك الفترة غير أنه لم يحدث دمج لعملهما إذ اعتبرا أن الأفضل تعدد الواجهات مع التنسيق الجيد.
وفي عام 1986م قرر أسامة أن يتوسع في تنظيم العملية الجهادية ويكون له معسكراته وخطوط إمداده. فتمكن من تشييد ستة معسكرات وتمكن من خلال خبرته في الإنشاءات من تحريكها ونقلها أكثر من مرة تبعاً لظروف الحرب. بعد تجربة المعسكرات وتمكن أسامة من تبني المجاهدين العرب منذ وصولهم إلى تدريبهم إلى إشراكهم في المعارك أصبحت فكرة المشاركة في الجهاد ذات جاذبية شديدة لأن الشباب أصبحوا يتناقلون أخبار بساطة الفكرة وتقليل هيبة المشاركة في الجهاد كون الذي يستقبل ويدرب ويقود كلهم من العرب.
شارك المجاهدون العرب في مناوشات عديدة وقتال محدود في البداية ثم دخلوا في معارك طاحنة كان أشهرها معركة جاجي في نهاية ذلك العام والتي هزم على يد المجاهدين العرب فيها وحدات من أفضل الروس تدريباً وأفضلهم تسليحاً وقتل فيها عدد من ذروة رجال الكوماندوس الروس. كانت المشاركة في الجهاد في أفغانستان تم دون مضايقات من السعودية أو باكستان، وخلال تلك الفترة لم يكن أسامة يعود للمملكة إلا قليلاً ويقضي معظم أيام السنة في أفغانستان.

### القاعدة

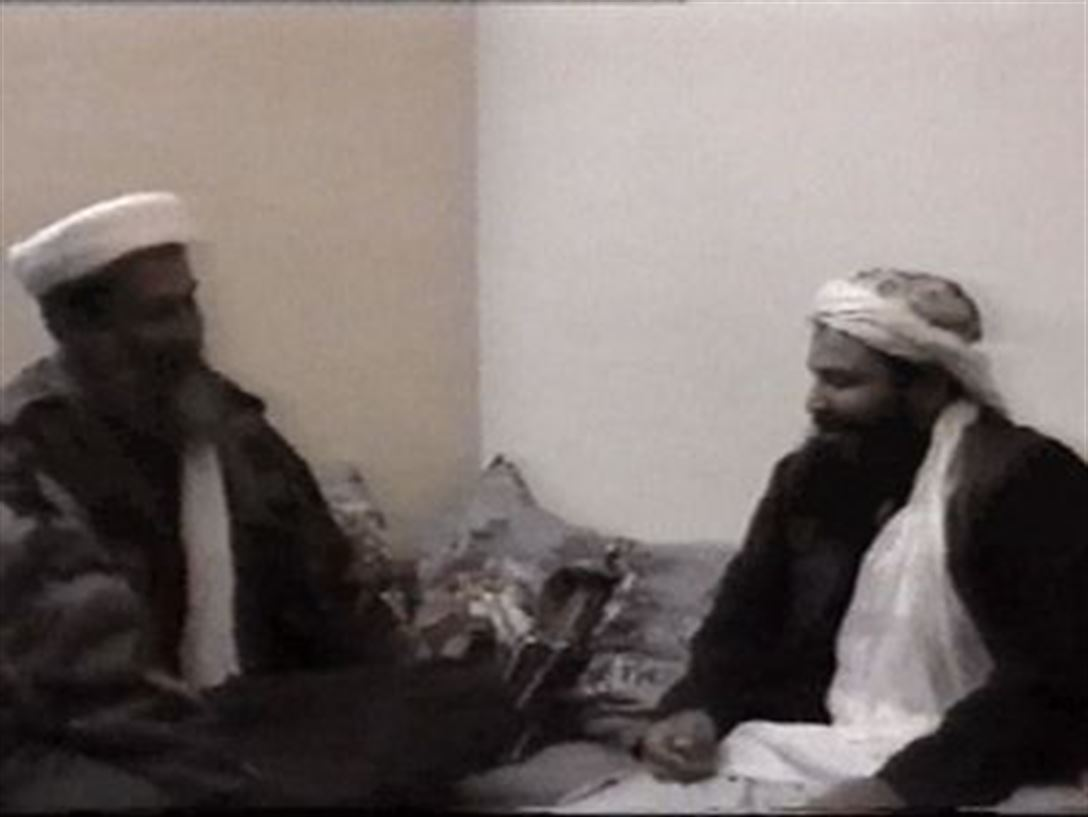
أسامة بن لادن عام 2001.

أسس بن لادن هو ومعاونوه سجل القاعدة عام 1988م وهو عبارة عن قاعدة معلومات تشمل تفاصيل كاملة عن حركة المجاهدين العرب قدوماً وذهاباً والتحاقاً بالجبهات. وأصبحت السجلات مثل الإدارة المستقلة ومن هنا جاءت تسمية سجل القاعدة على أساس أن القاعدة تتضمن كل التركيبة المؤلفة من بيت الأنصار - أول محطة استقبال مؤقت - للقادمين إلى الجهاد قبل توجههم للتدريب ومن ثم المساهمة في الجهاد ومعسكرات التدريب والجبهات. واستمر استعمال كلمة القاعدة من قبل المجموعة التي استمر ارتباطها بأسامة بن لادن.
ففي عام 1988 لاحظ أسامة أن حركة المجاهدين العرب قدوماً وذهاباً والتحاقاً بالجبهات بل وحتى كثرة الإصابات والاستشهاد قد ازدادت دون أن يكون لديه سجل عن هذه الحركة رغم أهميتها وكونها من الترتيب العسكري. لذا فقد قرر أسامة ترتيب سجلات للمجاهدين العرب ووسعت فكرة السجلات لتشمل تفاصيل كاملة عن كل من وصل أفغانستان بترتيب من مجموعة عبد الله عزام ورتبت السجلات بحيث تتضمن تاريخ وصول الشخص والتحاقه ببيت الأنصار ثم تفاصيل التحاقه بمعسكرات التدريب ومن ثم التحاقه بالجبهة. أصبحت السجلات مثل الإدارة المستقلة وكان لا بد من إطلاق اسم عليها لتعريفها داخلياً وهنا اتفق أسامة مع معاونيه أن يسمونها سجل القاعدة على أساس أن القاعدة تتضمن كل التركيبة المؤلفة من بيت الأنصار ومعسكرات التدريب والجبهات. وذلك حسب أدبيات تنظيم القاعدة. وبعدها بعامين 1986م أسس ستة معسكرات للمجاهدين وبقي هناك حتى عام 1989م حيث عاد بعدها للسعودية. أسس بن لادن في عام 1988م مجموعة جديدة أطلق عليها اسم القاعدة. وبقي أسامة في السعودية إلى ما بعد تحرير الكويت من الغزو العراقي - فبراير 1991 - حيث عاد لأفغانستان من جديد ومنها توجه إلى السودان في عام 1991م حيث ساهم في بعض المشروعات الاقتصادية مستغلاً وصفه بالاقتصادي الثري وعلاقاته الواسعة.
كما قرر مكتب التحقيقات الفيدرالي خلال تحقيقات اجراها في تفجيرات الطائرتين الامريكيتين في شرق أفريقيا عام 1998م إطلاق اسم «القاعدة» على مجموعة من النشطاء الإسلاميين غير محكمة الترابط التي شكلها أسامة بن لادن وعبد الله العزام ذلك أن (اف بي أي) كان مضطرا إلى تحديد هوية العدو الجديد وتحديد ملامحه، حتى يحسن حشد الأموال والدول في مواجهة العدو الجديد الذي سيخلف الاتحاد السوفيتي في الكراهية الغربية. وبتدمير البنية التحتية «للقاعدة» في أفغانستان واعتقال أو قتل معظم الأعضاء والقادة لم تعد هناك بنية مركزية «للقاعدة» أو لغيرها، وقد تأثرت الجماعات المسلحة في ارجاء العالم بهذا التدمير والحصار وأصبح هناك ما يشبه «الحكم الذاتي» لكل جماعة واستقلت كل منهما في منطقة وجودها وتنامت الجماعات المحلية بشكل مذهل نتيجة لتوفر أدوات تعبئة تمثلت في الاحتلال الأمريكي للعراق والعمليات العسكرية التدميرية التي يقوم بها الجيش الإسرائيلي في فلسطين والتي أوقعت حتى الآن أكثر من ثلاثة الآف شهيد فلسطيني.

## الخلاف مع الدولة السعودية

بن لادن في عمر 16 سنة قبل زواجه بسنة من ابنة خالته نجوى الغانم.

وجد العالم العربي نفسه بعد أن انتهت الحرب في أفغانستان وهزيمة السوفييت في مواجهة خاصة جديدة وهي (الأفغان العرب) الذين التحقوا بالجهاد ضد الاحتلال السوفياتي ورغم أن هؤلاء المجاهدين ذهبوا للجهاد بتشجيع ومباركة رسمية عربية إلا أنهم باتوا في نظر الحكومات مشكلة مع تنامي العداء بين المجاهدين والولايات المتحدة الأمريكية. ورغم أن أسامة بن لادن ورفاقه تمكنوا من بناء بنية في أفغانستان تمكنت من اجتذاب عناصر جدد وإقامة روابط مع حركات إسلامية أخرى مثل طالبان فإنهم لم يتمكنوا أبدا من إقامة شبكة متماسكة.
بعد هزيمة القوات الروسية في أفغانستان وانسحابها منها في عام 1989م عاد أسامة للسعودية معتبرا هذه العودة واحدة من السفرات التي يتوجه فيها للمملكة ويعود فور إنهاء بعض الأمور هناك. بعد عودته تلك منعته السلطات السعودية من السفر ومنع من ممارسة أي نشاط سياسي فاستقر به المقام هناك وبدا في المطالبة بالإصلاح السياسي. بعد غزو العراق لدولة الكويت واحتلالها في العام 1990م وتهديد القوات العراقية للسعودية عرض أسامة بن لادن على السلطات هناك جلب المجاهدين العرب الذين يستمعون له للمساهمة في الدفاع عن الأراضي السعودية ضد أي غزو عراقي محتمل.
جاء التهديد العراقي إلى السعودية أثناء الهجوم العراقي على الكويت وعرض بن لادن على جابر الصباح أمير الكويت والملك فهد خدمات مجاهديه لكن الملك فهد لم يلتفت لعرضه واستنجد بالقوات الأمريكية والائتلاف الدولي فغضب بن لادن علناً بسب دخول القوات الأمريكية وحلفائها إلى السعودية وعده انتهاكاً لقدسية جزيرة العرب. وبعد ذلك تدهورت علاقته مع آل سعود واحتدت نبرته اتجاههم حداً لم يكن بعده سوى القطيعة والعداء. حيث اتهمهم أنهم أسرة عميلة ظالمة غدرت بالعراق وأن الملك عبد العزيز من الخوارج لإنه كفر أهل الحجاز وأنه عميل للإنكليز وأن الملك فهد قد اقترف ناقضاً من نواقض الإسلام باستعانته بالائتلاف الدولي على المسلمين وأنه استباح حرمة الحرم المكي وأن الملك عبد الله في طوع أمريكا ثم لاحقاً اتهم من حذفوا نصوص الولاء والبراء من المناهج الدينية المدرسية بالردة الجامحة.
فبعدما ساءت الأحوال عقب الغزو العراقي ولعدم التزامه بالتقييد المفروض عليه وبسبب تجميد نشاطه غادر بن لادن السعودية عائداً إلى أفغانستان ثم إلى الخرطوم عام 1992م حينها صدر أمر في نهاية العام نفسه بتجميد أمواله. ثم تحولت قضية بن لادن إلى قضية ساخنة على جدول أعمال المخابرات الأميركية فسحبت الحكومة السعودية جنسيته عام 1994م. دفعت هذه التطورات أسامة لأن يأخذ أول مبادرة معلنة ضد الحكومة السعودية حين أصدر بياناً شخصياً يرد فيه على قرار سحب الجنسية وقرر بعد ذلك أن يتحرك علنا بالتعاون مع آخرين.
وكان لقرار استدعاء القوات الأجنبية بقيادة الولايات المتحدة الأميركية للسعودية للدفاع عنها وتحرير الكويت نقطة تحول في حياة بن لادن إذا اعتبر ذلك مخالفة للشريعة الإسلامية. وعندها بدأ أسامة بالمطالبة بما اسماه إخراج المشركين من جزيرة العرب. كما حاول إنشاء هيئة مستقلة للعلماء المسلمين لدعم مطالبه بضرورة إخراج القوات الأميركية من السعودية لكن جهده في هذا المجال لم ينجح. بعد فشل جهوده في السعودية قرر بن لادن مغادرة السعودية والعودة لأفغانستان وتوسط له أحد أخوته عند السلطات للسماح له بالسفر شرط أن يعود بعد إنهائه لإعماله. استطاع بن لادن الاحتيال على قرار منع السفر حينما كان الأمير نايف وزير الداخلية السعودي في إجازة.
بعد عودته لأفغانستان مرة أخرى صادف وجوده هناك انهيار النظام الشيوعي بقيادة الرئيس نجيب الله وسقوط كابل وبداية الحرب بين فصائل المجاهدين الأفغان. اصدر بن لادن عندها قرار يمنع المجاهدين العرب من المشاركة في الحرب بين الفصائل الأفغانية المتناحرة ورفض مساندة أي فصيل أفغاني وبقي على الحياد. حاول أسامة بن لادن التوسط بين الفصائل الأفغانية إلا أن جهوده ذهبت أدراج الرياح. وبعد مكوثه في أفغانستان لعدة أشهر استشعر أن وجوده في أفغانستان قد يشكل تهديداً على حياته لذا فقد قرر مغادرتها والتوجه إلى السودان.

## السودان
اعتبر بن لادن أن المشروع الإسلامي الذي تبنته الحكومة السودانية في أعقاب الانقلاب الذي قادته الجبهة الإسلامية للإنقاذ في العام 1989م قد يكون بديلاً لما كان يحلم به وأنه سيكون قادراً على تقديم شيء للنظام الإسلامي هناك كما أنها ستكون ملاذاً له من أفغانستان، فتوجه إلى السودان بطيارة خاصة وبرحلة سرية في نهاية سنة 1991م، وفي تلك الرحلة اصطحب معه عدداً من رفاقه إلى السودان والتحق به آخرون بطرق أخرى. ولقد تمكن خلال وجوده في العاصمة الخرطوم من نقل معظم أرصدته المالية وبدأ العمل في مجال المقاولات وإنشاء المزارع واعتبر مشروع الطريق بين الخرطوم وبورسودان من أكبر المشاريع الذي نفذها بن لادن هناك.
وتلقى أثناء وجوده في السودان عدة عروض للعودة إلى السعودية لكنه رفضها، وفي عام 1992م جمدت السلطات السعودية أموال بن لادن، وبعد ذلك بعامين أي في عام 1994م أصدرت السلطات السعودية قراراً بسحب الجنسية السعودية منه، وأثناء وجوده في السودان وقعت احداث الصومال، إذ تمكن فصيل يقوده عرب كانوا قد شاركوا بمعارك الجهاد في أفغانستان من توجيه ضربات مؤذية للقوات الاميركية هناك قبل انسحابها من الصومال. كما وقع في تلك الفترة انفجاراً في الرياض واعتبرت المجموعة المنفذة له إنها كانت على علاقة مع بن لادن.
بعد تلك الأحداث بدأت إقامته في السودان تسبب حرجاً شديداً للحكومة السودانية وتعرضت الحكومة السودانية لضغوط كبيرة لإخراجهِ من هناك. فبدأ بن لادن بترتيب خروجه من السودان واتصل عندها ببعض الأفغان الذين تربطهم بهِ علاقة جيدة منذ وجوده هناك فاتصل بمولوي محمد يونس خالص وجلال الدين حقاني الذين كان لهما نفوذ قوي في منطقة جلال آباد، وكان ذلك قبل أن يمتد نفوذ حركة طالبان خارج قندهار حين كانت مناطق أفغانستان موزعة بين الفصائل الأفغانية وعليه فقد خرج من السودان، وقد ذكر حسن الترابي في مقابلة مع قناة الجزيرة في عام 2006م أنه بعد خروج أسامة من السودان فقد تمت سرقة أموالهِ التي كان يعمل بها في السودان ويدير بها مشاريعه هناك. وقبل رحيله عن السودان بدأ بن لادن تدريب جنوده فيها لخوض حربه ضد أمريكا وتعرف خلالها على كبار من مساعديه ولكن القوات الأمريكية تنبهت لما يفعله بن لادن فقصفت معسكر التدريب كضربة تأديبية ولكنه زاد عدوانه ضد الأمريكان فرجع لأفغانستان بعد ضغوط أمريكية ومصرية وسعودية وأعلن الحرب ضد الأمريكان.

## العودة لأفغانستان

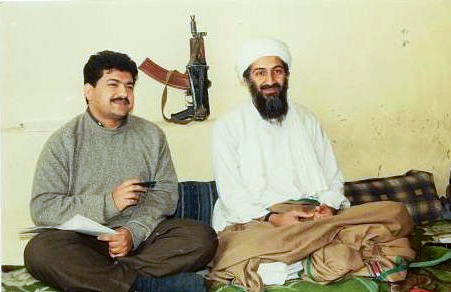
الصحفي حامد مير في مقابلة مع أسامة بن لادن عام 1997م.

بعد وصوله هناك أرسل رسالة إلى الفصائل الأفغانية يخبرهم أنه لا يزال على التزامه بعدم الدخول في خلافاتهم وصراعاتهم كان ذلك قبل أن يستولي طالبان على جلال آباد ومن ثم على كابل. بعد سيطرة حركة طالبان على أفغانستان بعث الملا محمد عمر قائد طالبان رسالة إلى بن لادن يخبره فيها أنه مرحب به في أفغانستان وأنه تحت حمايتهم لكنه طلب منه التوقف عن أي نشاط إعلامي. خلال تلك الفترة سعت السعودية لدى حركة طالبان لتسليمها بن لادن إلا أن الحركة رفضت ذلك الطلب واستمرت في استضافة بن لادن وتوفيرها الحماية له. شارك بن لادن حركة طالبان في قتالها ضد عبد الرشيد دوستم وأحمد شاه مسعود كما فرغ عدداً من أتباعه لمساعدة الطالبان في قضايا التخطيط والإدارة والتنمية للدولة الجديدة.
في نهاية عام 1997م قرر أسامة أن يستعيد نشاطه فبدأ أولاً مع علماء طالبان وباكستان فاستصدر منهم فتوى تؤيد بيانه لإخراج القوات الأميركية من جزيرة العرب. تزامنت هذه الفتوى مع وجود عدد من قيادات الجماعات الإسلامية وخاصة جماعة الجهاد المصرية في أفغانستان وتقاطر عدد كبير من الوفود من باكستان وكشمير على أسامة. تمكن أيمن الظواهري أحد هذه القيادات من إقناع بن لادن بتوسيع مفهوم الحرب مع أمريكا إلى قتالها في كل مكان. وتوسعت القناعة لتشمل بدلاً من مقاتلة أمريكا قتل كل أمريكي في سن القتال في كل زمان ومكان ومعهم اليهود. تحولت القناعة إلى عمل وذلك من خلال إصدار بيان الجبهة الإسلامية العالمية في فبراير عام 1998م الذي يدعو إلى قتل الأمريكان واليهود في كل مكان وزمان. وقع البيان مع بن لادن عن جماعة الجهاد المصرية أيمن الظواهري ورفاعي طه أحد مسئولي الجماعة الإسلامية المصرية كما وقعه رئيس أحد الفصائل الكشميرية وأحد القيادات الباكستانية المشهورة. في مايو 1998م عقد بن لادن مؤتمراً صحفياً على الحدود مع باكستان أشار فيه إلى احتمال حصول حوادث ضد الأمريكان خلال فترة قصيرة ولم يحدد أين.

## المواقع والأحداث

### تفجيرات كينيا وتنزانيا
في أغسطس 1998 تم تنفيذ عمليتي تفجير ضد سفارتي الولايات المتحدة في كينيا وتنزانيا واتهمت السلطات الأميركية بن لادن بالوقوف
وراء هذين التفجيرين وبناء على ذلك قام الأميركيين بقصف مصنع الشفاء للأدوية في السودان وقصف مواقع في مدينة قندهار الأفغانية. وخلال تلك الفترة حاول الأمريكان مرة أخرى التفاوض مع طالبان حول بن لادن ورفض الملا عمر التفاوض معهم. وبقي بن لادن تحت حماية الطالبان خوفا من عملية اغتيال أو خطف مفاجئة، وقد نفى الناطق الرسمي باسم الحركة وقتها إشاعة أن يكون بن لادن تحت الإقامة الجبرية وأكد أنه يتمتع بحرية التنقل في كافة أنحاء أفغانستان. في العام 2000م تم تنفيذ عملية انتحارية ضد المدمرة الأميركية يو أس أس كول في ميناء عدن اليمني وقتل فيها عدد من جنود المارينز الأميركيين واتهمت السلطات الأميركية بالوقوف خلف تلك العملية. في عام 1999م وضع اسم بن لادن ضمن قائمة المطلوبين التي أصدرها مكتب التحقيقات الفدرالية الأمريكي. وفي عام 2000م شكوك حول علاقة بن لادن بتفجير المدمرة الأمريكية كول في اليمن، والتي أدت إلى مقتل 17 بحارا، وجرح 39 آخرين.

### هجمات سبتمبر

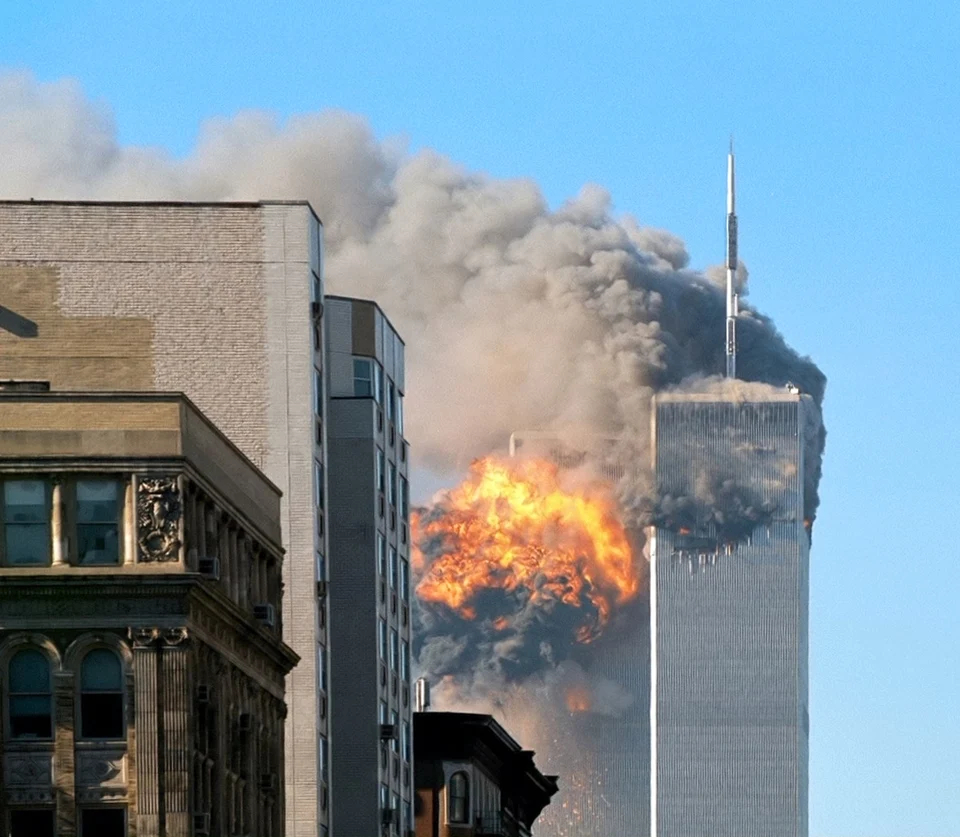
تحطمت رحلة الخطوط الجوية المتحدة رقم 175 في البرج الجنوبي

تبعها في العام التالي في 11 سبتمبر 2001 تفجير برجي مركز التجارة العالمي في نيويورك ومبنى وزارة الدفاع الأميركية (البنتاغون) من قبل 19 شابا من أتباع بن لادن بعد وأطلق على تلك العملية اسم هجمات سبتمبر. اختطفت أربع طائرات أمريكية، ضربت اثنتان منها برجي التجارة العالمي في نيويورك، وسقطت الثالثة في بنسلفانيا، بينما حاولت الأخيرة ضرب مبنى البنتاغون، ما أدى في نهاية ذلك اليوم إلى قتل نحو ثلاثة آلاف شخص. أختفى زعيم تنظيم القاعدة عن الأنظار بعد الحرب على طالبان والقاعدة في أفغانستان وظن البعض أن أسامة بن لادن كان مختبئًا في المنطقة الجبلية لأفغانستان والمتاخمة للحدود الباكستانية. وفي شريط مرئي بثته قناة الجزيرة في 30 أكتوبر 2004، برر ابن لادن ولأول مرة سبب إقدام القاعدة على توجيه ضربة للمباني المدنية في الولايات المتحدة، فقد علل بن لادن الضربة بقوله:«بعدما طفح الكيل بالمسلمين من إقدام إسرائيل على اجتياح لبنان سنة 1982، وما تفعله من أعمال إرهابية ضد المدنيين الأبرياء في فلسطين وما تشهده الساحة الإسلامية من انتهاكات إسرائيلية حيال الشعب الفلسطيني. وما أيضًا يراه كل العالم بأن أمريكا تساند وتبارك إسرائيل بما تفعله باحتلالها أراضٍ ليست حقًا لها لا في تاريخ أو حضارة». وادعى «ان الرئيس الأمريكي مخطئ بتفسيره أن القاعدة مناهضة للحرية ويستند قوله على أن القاعدة تقول الحقيقة التي لبثت أمريكا دوما بإخفائها».

## الحرب على أفغانستان
بعد تلك العملية قامت الولايات المتحدة ودول متحالفة معها في شن حرب على أفغانستان لإسقاط حكم طالبان والقبض على بن لادن وأعضاء تنظيمه الذي بات يعرف باسم تنظيم القاعدة. وبعد شهر من الهجمات الجوية على أفغانستان سقطت حكومة طالبان وتم قتل عدد من أعضاء القاعدة إلا أنه لم يقبض على الملا محمد عمر زعيم طالبان ولا أسامة بن لادن أو مساعده أيمن الظواهري. ومنذ ذلك الوقت لا يعرف المكان الذي يتواجد فيه بن لادن ومساعده أو الملا عمر. ورغم عمليات البحث والملاحقة له تمكن بن لادن من إصدار عدد من الأشرطة التلفزيونية أو الصوتية وتوجيه رسائل إلى الولايات المتحدة والغرب من خلالها والتعليق على الإحداث الجارية في المنطقة العربية والعالم الإسلامي. وقد عرض في أحد تلك الأشرطة في العام 2004 الصلح على أوروبا إذا تعهدت بعدم الاعتداء على المسلمين. وف عام 2005م أصدر عدد من العلماء المسلمين في إسبانيا أول فتوى ضد بن لادن.

### الاتهامات الموجهة له
قامت الولايات المتحدة الأمريكية بتوجيه آلاتّهام المباشر له لتسبّبه في تفجيرات الخبر وتفجيرات نيروبي ودار السلام، وأحداث 11 سبتمبر 2001 والتي أودت بحياة 2997 شخص وكذلك تفجير المدمرة كول. وهو على رأس قائمة المطلوبين في العالم (على قائمة الإنتربول).
وآخر مكان معلوم كان فيه ابن لادن هو مدينة قندهار في أفغانستان سنة 2001. وطلبت الولايات المتحدة من طالبان تسليمها ابن لادن ولكن الجماعة التي كانت تحكم أفغانستان آنذاك طالبت الولايات المتحدة بأدلة على تورط أسامة بن لادن في أحداث الحادي عشر من سبتمبر 2001. وعلى أثر ذلك قادت الولايات المتّحدة وبدون تفويض دولي الحرب على أفغانستان وأطاحت بحكومة طالبان إلا أن الولايات المتحدة لم تستطع القبض على ابن لادن. وكان يُعتقد أن ابن لادن قد مات ميتةً طبيعيّة لإصابته بالفشل الكلوي الأمر الذي يستدعي عنايةً طبيةً فائقةً والتي تصعب على بن لادن في وضعه الحالي. (كثير من التقارير تنفي إصابته بالفشل الكلوي كما في اللقاء مع طبيبه الخاص)، ولكن من حين لآخر، تظهر أشرطة مرئية وصوتية له متحدثًا عن قضايا الساعة مما قد يشير بأنه ما زال على قيد الحياة.
وفي 7 مايو 2004، ظهر شريط صوتي منسوب لأسامة بن لادن يحث فيه على النيل من بول بريمر الحاكم المدني الأمريكي السابق في العراق، ويرصد ابن لادن «مكافأة ذهبية لمن يتمكن من قتله». وشمل ابن لادن كل من القائد العسكري للقوات الأمريكية في العراق ونائبه والأمين العام للأمم المتحدة كوفي أنان، ومبعوثه الخاص في العراق الأخضر الإبراهيمي.

### القاعدة حول العالم
انبثق عن تنظيم القاعدة عدة فروع في عدة بلدان. فبرزت منه عدة فروع منها تنظيم القاعدة في جزيرة العرب الذي تعاقب عليه عدة أمراء ونشط في الفترة بين 2003 - 2006 وتنظيم القاعدة في بلاد الرافدين الذي بدأ بـ 17 عنصر تحت إمرة أبو مصعب الزرقاوي وأخذ يتقوى مع الأيام حتى قام بعدة عمليات ضخمة في العراق بدأت منذ معركة الفلوجة الأولى واغتيال محمد باقر الحكيم وتفجير مبنى الأمم المتحدة في بغداد ثم مجزرة الموصل وتفجيرات القحطانية ومجزرة سيدة النجاة. كما أسس أنصاره تنظيم القاعدة في بلاد المغرب الإسلامي الذي قام بعدة هجمات على الجيش الجزائري. وكذلك كتائب أبو حفص المصري التي تسمي نفسها لواء القاعدة في أوروبا وتبنت وتفجيرات لندن.

## مقتله

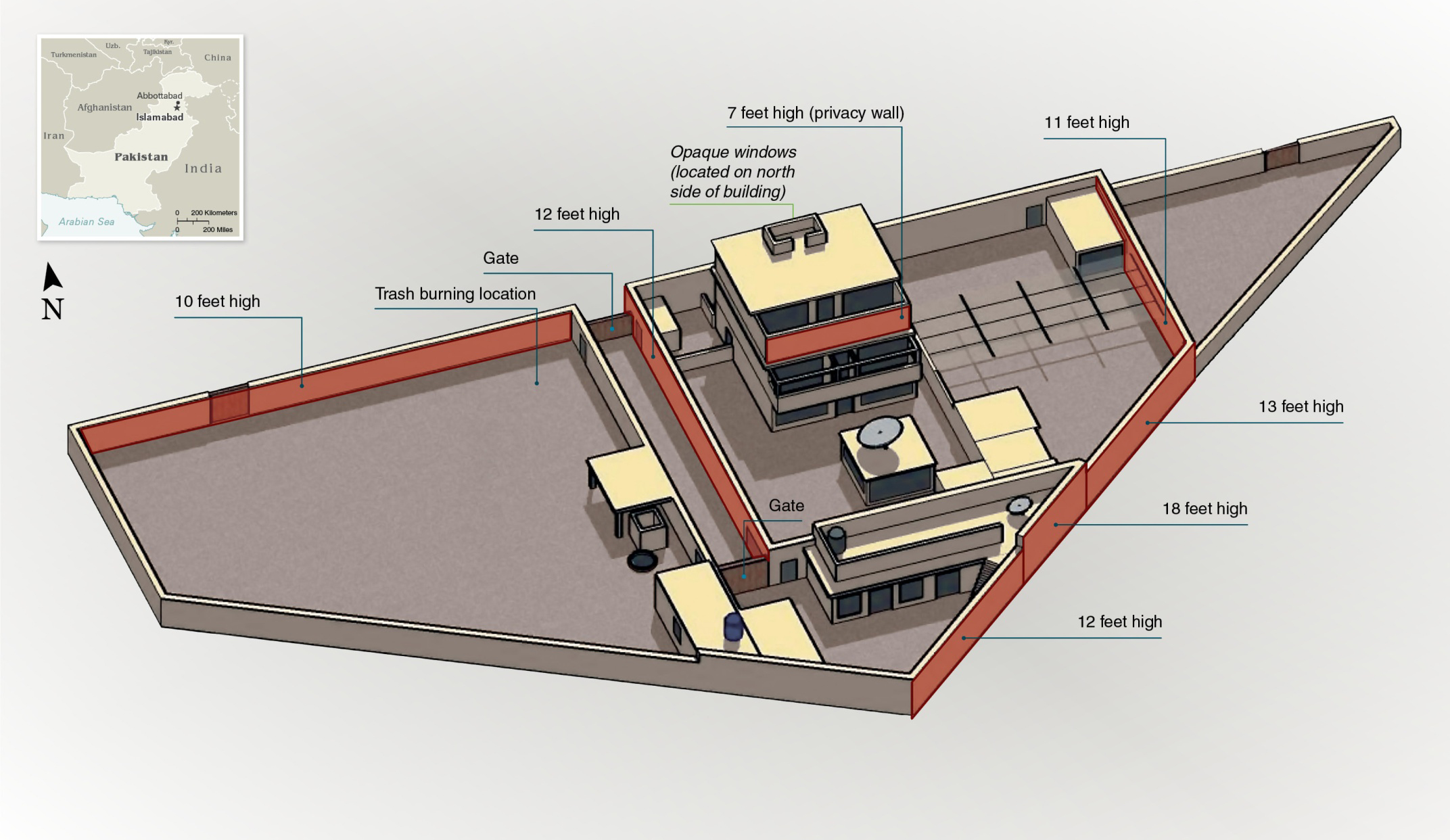
مخطط للمجمع السكني الذي قتل به بن لادن.

قتل أسامة بن لادن فجر الإثنين 28 جمادى الأولى 1432 هـ الموافق 2 مايو 2011 من خلال عملية مداهمة دامت 40 دقيقة شارك بها مروحيات الشبح التي لم تكن تعتقد أجهزة الاستخبارات أنها قد وجدت بعد  وعلى متنها كان حوالي 25 جندي من قوات السيلز الأمريكية بالاشتراك مع بعض العناصر من المخابرات الباكستانية على قصر كان يختبئ به بأبوت آباد بباكستان. وقد قتل برصاصة في رأسه بعد اشتباك خاطف بينه ومعه زوجته ولم يكن بحوزتهما سلاح ضد القوات الأمريكية حيث قتلته وأصابت زوجته، وبعد الواقعة شاعت مزاعم أمريكية أن بن لادن جعل زوجته درعاً بشرياً يختبئ خلفه لكن مسؤولاً في البيت الأبيض نفى ذلك وأكد أنه وزوجته قاوما على الرغم من أنهما عزل. كما قتل أيضا ثلاثة آخرون منهم أحد أبنائه البالغين وعنصرين في القاعدة، وفقدت قوة المغاوير مروحية أباتشي إثر إصابتها بقذيفة آر بي جي.
ورفضت أسرته تقبل التعازي فيه وفي ولده الذي مات معه. وأخذ مقتل بن لادن أهمية كبرى وتصدرت صوره كبرى الصحف العالمية وأثار ضجة صاخبة وأذيعت أخباره بكثافة بلغت حسب مؤسسة بحثية 84 مليون مرة جرى فيها تدول خبر مقتله في وسائل الإعلام والشابكة، ما يجعل مقتل بن لادن ثالث أهم خبر في القرن الواحد والعشرين. بعد مقتله بثلاثة أشهر ونصف تمكنت حركة طالبان من تصفية 22 عنصراً من الفرقة السادسة من قوة أسود البحرية الأمريكية (بالإنجليزية: US Navy Seals) التي اغتالت بن لادن وذلك في هجوم صاروخي على مروحية شينوك أودى بحياة 31 عنصراً من القوات الخاصة الأمريكية وسبعة جنود أفغان في ولاية وردك في أفغانستان.

### دفنه

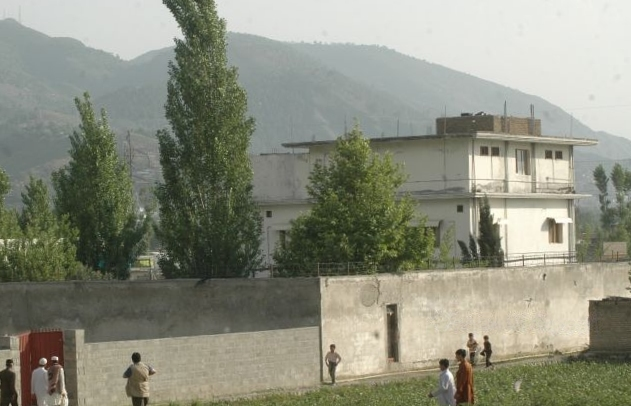
آخر منزل لأسامة بن لادن في أبوت آباد

ليس لإبن لادن جنسية ولا هوية وطنية وليس تبعاً لأي دولة ما اكسبه تعاطف أطيافاً من سائر بلدان العالم الإسلامي. فنعي بعد موته في المسجد الأقصى في القدس وجامع السلطان أحمد في إسطنبول وميدان التحرير بالقاهرة وفي سائر أقطار العالم الإسلامي وعدد من دول العالم، وأقيمت عليه صلاة الغائب في كبرى الدول الإسلامية في اليمن أرض أجداده والمغرب ومصر وتركيا وإندونيسيا ولبنان وفلسطين والجزائر وتونس وباكستان وأفغانستان والسودان وموريتانيا والأردن وعمان والكويت وقطر وكشمير والصومال وإنجلترا.
وبصفته رمزاً عالمياً أقيم قداس للصلاة على روحه في كنيسة في فلوريدا  كما دعا أقباط مصر لتأبينه في ميدان التحرير بصفته رمزاً عربياً ولا يقبلون برميه في البحر  ونعاه تنظيم القاعدة بإصدار حمل عنوان «عشت حميداً ومت شهيداً» ورفيقه أيمن الظواهري برسالة عنوانها «وترجل الفارس النبيل» وحسن أويس قائد حركة الشباب المجاهدين. كما نعاه بعد موته خلق كثير من العلماء والمشايخ والدعاة والسياسيين ونواب والإعلاميين وعلى رأسهم علماء أهل السنة والجماعة مثل أبو أويس بوخبزة وأحمد النقيب وسعيد عبد العظيم وياسر برهامي ومحمد عبد المقصود ومحمد حسين يعقوب وعبد المنعم الشحات وحافظ سلامة وصفوت حجازي وعمر بكري وكثير من الأزاهرة كمفتي مصر الأسبق نصر فريد واصل والمحدث مازن السرساوي ورموز من الإخوان المسلمين مثل إسماعيل هنية وحركة حماس ووجدي غنيم وعبد المجيد الزنداني وكما نعته كثير من الفعاليات المدنية كالصحافي عبد الباري عطوان والإعلامي عمرو أديب والمحامي منتصر الزيات وحذيفة عبد الله عزام والإعلامي يسري فودة. وتوفيت خالته أم زوجته نجوى حزناً وكمداً بعد معرفتها بمقتله. وفي سعي حثيث لوأد أي تعاطف مع بن لادن قام الموقع الاجتماعي ذائع الصيت فيس بوك بحذف كل الصفحات والمجموعات التي تشيد على بن لادن بعد وفاته، كذلك فعل موقع يوتيوب مع التسجيل الأخير لبن لادن الذي يتطرق إلى الثورات العربية.
وتروي إحدى المجلات الألمانية ان مكان قتله أصبح مزارا روحيا للأفغان ومحط احترامهم.

### الاحتفال بمقتله

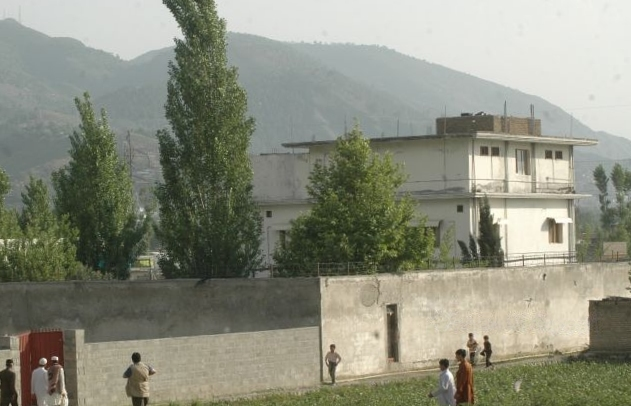
آخر منزل لأسامة بن لادن في أبوت آباد

ابتهج الشعب الأمريكي لمقتلهِ وخرج محتفلاً في الشوارع، كما أظهرت نتائج لاستطلاع عالمي أن 75 ٪ من المشاركين في الاستطلاع يؤيدون قتل أمريكا لابن لادن، وجاء في الاستطلاع أن 95 ٪ من الأمريكيين والهنود يرون أن قتل بن لادن كان مبررا كما يظهر التقرير أن 54 ٪ في إندونيسيا - كبرى دول العالم الإسلامي - يؤيدون مقتل بن لادن وأن 71 ٪ من الأتراك يؤيدون كذلك ما فعلته أمريكا.
كما رحبت سائر الحكومات رسميا بمصرعهِ باستثناء حكومة حماس في قطاع غزة، كما فرح بمقتلهِ بعض الجماعات من الطوائف الإسلامية التي تناهض أفكاره . وقد عمدت الإدارة والإعلام الأمريكي على تشويه صورته بعد موته بشتى الوسائل لإسقاط رمزيته عند المسلمين، على الرغم من إن أحد الأشرطة السرية التي أذاعها البنتاغون عن بن لادن يظهر بجلاء أنهُ كان يغض بصره ويغطي الشاشة عند ظهور مذيعة على التلفاز.

## رسائله وشعره

### قصائده
كان بن لادن محبا للشعر فيتذوقه ويقرضه فله عدة قصائد، كما يستشهد به في ثنايا خطاباته وتوجيهاته. يقول في بيتين يصف فيهما حبه للحجاز وهي الأرض التي ترعرع فيها.

### تسجيلاته
فيما يلي التسلسل الزمني للرسائل الهامة التي نسبت لابن لادن منذ سنة 2007:
| اليوم     | المحتوى | السنة |
| --------- | --- | ----- |
| 7 سبتمبر  | يظهر ابن لادن في أول شريط فيديو له منذ نحو ثلاثة أعوام لإحياء الذكرى السادسة لهجمات 11 سبتمبر على الولايات المتحدة. وفي رسالته للشعب الأمريكي يقول ابن لادن أن الولايات المتحدة عرضة للخطر رغم قوتها الاقتصادية والعسكرية.                                                                                    | 2007م |
| 29 نوفمبر | يحث ابن لادن في تسجيل صوتي الدول الأوروبية على إنهاء تحالفها مع القوات الأمريكية في أفغانستان. | 2007م |
| اليوم     | المحتوى | السنة |
| 19 مارس   | ابن لادن يهدد في تسجيل صوتي دول الاتحاد الأوروبي بعقاب شديد بسبب الرسوم المسيئة للنبي محمد صلى الله عليه وسلم. | 2008م |
| 20 مارس   | ابن لادن يحث المسلمين على مواصلة الكفاح ضد القوات الأمريكية في العراق بوصفه الطريق لتحرير فلسطين. | 2008م |
| 16 مايو   | يدعو ابن لادن في تسجيل صوتي موجه للشعوب الغربية لاستمرار الحرب ضد إسرائيل ويقول إن الصراع الإسرائيلي الفلسطيني لب معركة المسلمين ضد الغرب. | 2008م |
| 18 مايو   | يحث ابن لادن المسلمين على فك الحصار الذي تقوده إسرائيل على قطاع غزة الذي تسيطر عليه حركة المقاومة الإسلامية (حماس) ومحاربة الحكومات العربية التي تتعامل مع إسرائيل في تسجيل صوتي بث على شبكة الإنترنت. | 2008م |
| اليوم     | المحتوى | السنة |
| 14 يناير  | يدعو ابن لادن في تسجيل صوتي للجهاد من جديد من أجل غزة ويقول إن الأزمة المالية العالمية كشفت تراجع النفوذ الأمريكي في الشؤون العالمية وأن ذلك سيضعف بدوره إسرائيل. | 2009م |
| 14 مارس   | يتهم ابن لادن الزعماء العرب المعتدلين بالتآمر مع الغرب ضد المسلمين في تسجيل صوتي أذاعه تلفزيون الجزيرة. | 2009م |
| 3 يونيو   | يقول ابن لادن في رسالة صوتية أن الرئيس الأمريكي باراك اوباما زرع بذور الانتقام والكراهية تجاه الولايات المتحدة في العالم الإسلامي وحذر الشعب الأمريكي وطالبه بالاستعداد للعواقب. وقال ابن لادن إن اوباما يسير على نفس خطى سلفه جورج بوش.                                                                      | 2009م |
| 4 يونيو   | يطالب ابن لادن العالم الإسلامي بالاستعداد لحرب طويلة ضد الكفرة وعملائهم. | 2009م |
| 14 سبتمبر | حذر ابن لادن الشعب الأمريكي من علاقات حكومته الوثيقة مع إسرائيل ويقول إن الوقت حان ليحرر الشعب الأمريكي نفسه من قبضة المحافظين الجدد واللوبي الإسرائيلي. وأضاف "سبب خلافنا معكم هو دعمكم لحلفائكم الإسرائيليين المحتلين لأرضنا فلسطين".                                                                       | 2009م |
| اليوم     | المحتوى | السنة |
| 24 يناير  | تعهد زعيم تنظيم القاعدة أسامة بن لادن بمواصلة الهجمات على الولايات المتحدة ما دامت واشنطن تواصل دعمها للاحتلال الإسرائيلي. وقال بن لادن في شريط صوتي مسجل "ليس من الإنصاف أن يهنأ الأميركيون بالعيش ما دام إخواننا في غزة في أنكد عيش" مؤكدا أن "غاراتنا ستتواصل ما دام الدعم الأميركي للإسرائيليين متواصلا". | 2010م |
| 25 مارس   | ابن لادن يهدد الأمريكان بإعدام من يقع لديه من الأمريكان في الأسر إذا ما اعدموا المتهمين بتفجيرات برجي التجارة العالمية في سبتمبر 2001م. | 2010م |
| اليوم     | المحتوى | السنة |
| 19 مايو   | مؤسسة السحاب التابعة لقاعدة الجهاد تنشر تسجيلا لابن لادن ـ سجّل قبل مقتله بفترة يسيرة يتحدث فيه عن الربيع العربي. | 2011م |

## الآراء حول ابن لادن

### المؤيدون
رأي علماء المسلمين في أسامة بن لادن وبعض تلك الآراء تغيرت بعد أحداث 11 سبتمبر:
- ابن جبرين: أسامة رجل جاهد في سبيل الله قديماً وكان له جهود في بلاد الأفغان وفقه الله ونصره ونصر به ولا يزال قائماً بالجهاد وكونه يُكفِّر فهذا من اجتهاده.
- محمد حسان: أسامة بن لادن بطل رد بعض الكرامة المسلوبة لهذه الأمة.[53]
- حمود العقلاء الشعيبي: هو مجاهد مؤمن يقاتل على منهج الكتاب والسنة بحذافيره.
- عبد الله عزام: ولله أشهد أني لم أجد له نظيراً في العالم الإسلامي فنرجو الله أن يحفظ له دينه وماله وأن يبارك له في حياته. والله إني أشهد أن أسامة ولي من أولياء الله يدب على الأرض والله لو لم يكن لله ولي في هذه الدينا إلا شخص واحد لظننت أنه أسامة بن لادن، وإني لأعرفه من قبل أن يأتي إلى بيشاور وأعرفه أكثر مما يعرفه أحد منكم وما رأيت فيه إلا مسلماً حقاً أسأل الله أن أكون مثل جزء منه.
- عمر عبد الرحمن: جزى الله أسامة خيراً فقد كان حقاً يطبق الجهاد كما أُمر من الكتاب والسنة بارك الله في عمره.
- حامد العلي: الشيخ أسامة وقادة تنظيم القاعدة هم من المجاهدين في سبيل الله وأسأل الله لهم النصر.
- سعيد بن زعير: الأمة تحتاج إلى رجال كأمثال أسامة يجاهد الأعداء فإن شئت ترى للرجال فانظر إلى أسامة.
- حكمتيار: الشيخ أسامة هبة من الله عز وجل وهبها الله للجهاد الأفغاني إنه حقاً أمير المجاهدين.
- عمر بكري: لقد أحيا الشيخ أسامة فريضة الجهاد بعد أن كانت غائبة فجزاه الله خيراً.

### محايدون
- أحمد موفق زيدان مراسل الجزيرة في باكستان: لم تثر شخصية عالمية في أواخر القرن العشرين ومطلع القرن الحالي جدلاً وإثارة بمثل ما أثارته شخصية أسامة بن لادن فإن كان كارلوس قد ملأ الدنيا وشغل الناس في عصره وعد حينها بأنه (إرهابي من نوع فريد) إلا أن أسامة بن لادن نكهة أخرى، إذ يعيش ويقوم بنشاطاته التي تعد إرهابية في نظر خصومه، ومقاومةً في نظر المعجبين به في زمن عالم القطب الواحد. لقد كان تحت تصرف كارلوس عشرات الدول والأنظمة التي تسهل له حركته. وسيظل أسامة بن لادن لغزاً للكثيرين يحوطه الغموض لا بسبب شخصيته إذ إن كل من قابله يجزم ببساطته ودفئه لمحدثه ولكن لطبيعة تحركاته والأساليب التمويهية التي استطاع من خلالها التعمية على وجوده رغم التنسيق الهائل بين أنظمة مخابرات دولية لديها إمكانيات مالية وبشرية هائلة وضخمة.

### المعارضون
- مقبل بن هادي الوادعي: أبرأ من ابن لادن، فهو شؤم وبلاء على الأمة وأعماله شر.[54]
- صالح الفوزان: أنا لا اعرف بن لادن ولكن من خلال أعماله ومخططاته فإنه يجب الحذر منه والتحذير منه.
- صالح بن عبد العزيز آل الشيخ حيث بيّن أن السبب وراء تمجيد أسامة بن لادن من قبل بعض المغرر بهم من المعلمين أو المربين أن ذلك راجع إلى الخلل في فهمهم للإسلام.[55]
- صالح اللحيدان: أسامة بن لادن كانت له أمور محل استنكار عند العلماء عندنا في المملكة.[56]
- اللجنة الدائمة: المدعو الضال أسامة بن لادن وتنظيم القاعدة متقرر لدى العلماء ضلال مسلكهم وشناعة جرمهم.[57]

## وصلات خارجية
- أسامة بن لادن على موقع IMDb (الإنجليزية)
- أسامة بن لادن على موقع الموسوعة البريطانية (الإنجليزية)
- أسامة بن لادن على موقع مونزينجر (الألمانية)
- أسامة بن لادن على موقع ميوزك برينز (الإنجليزية)
- أسامة بن لادن على موقع إن إن دي بي (الإنجليزية)
- أسامة بن لادن على موقع قاعدة بيانات الفيلم (الإنجليزية)
- دروس وكتب ورسائل أسامة بن لادن من إعداد موقع التوحيد والجهاد.
- شجرة عائلة أسامة بن لادن على يوتيوبمن إعداد قناة العربية.
- أسامة بن لادن..سيرة القاعدة زعيما وتنظيما على يوتيوبمختصر سيرة أسامة بن لادن. من إعداد الجزيرة.
- الظواهري: بن لادن أنفق أمواله على الجهاد وعاش متقشفاً.. وموّل تفجيرات بأموال لم يكن معه سواها موقع مركز الدين والسياسة للدراسات.
- أسامة بن لادن.. نقطة النهاية موقع مركز الدين والسياسة للدراسات.